# Baltasound
Baltasound è il maggiore insediamento abitato dell'isola di Unst, una delle isole Shetland. Unst risulta essere l'isola abitata più a nord del Regno Unito; il villaggio si trova a metà della costa orientale dell'isola, in una baia protetta chiamata Balta Sound.

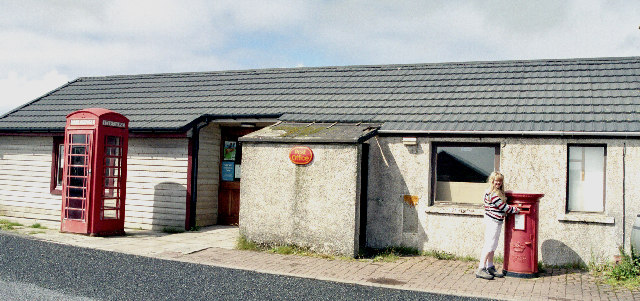
Baltasound Post Office, l'ufficio postale più settentrionale del Regno Unito

## Storia
Baltasound fu in passato il più importante porto delle aringhe delle Shetland, e nel 1902 il volume del pescato superava quello della capitale Lerwick. Il commercio di aringhe declinò rapidamente dopo il 1905, ma l'onda lunga del boom economico dovuto alla pesca rimase successivamente per un lungo periodo.
Baltasound diede i natali al famoso botanico vittoriano Thomas Edmondston, che nacque a Buness House dove lo zio, anche lui di nome Thomas, era laird. Una pietra memoriale fu eretta fuori dall'abitazione da Thomas Edmondston senior per commemorare gli studi scientifici svolti lì dal fisico francese Jean-Baptiste Biot.
Baltasound sostiene che il bosco più settentrionale dell'arcipelago britannico si trovi nel proprio territorio.

## Curiosità

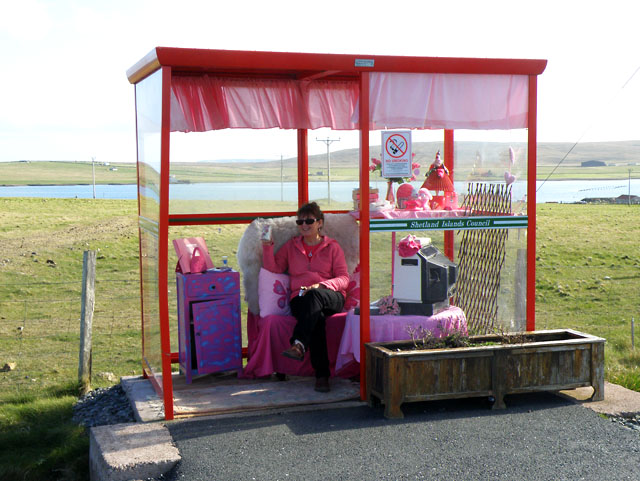
Bobby's Bus Shelter — La pensilina di Bobby

Molte delle attuali attrazioni di Baltasound detengono il record delle più settentrionali del Regno Unito:
- Aeroporto: il Baltasound Airport, codice aeroportuale UNT, ha una pista di rullaggio lunga 640 metri,[4] attualmente utilizzata solo per servizi di emergenza.
- Centro ricreativo
- Scuola: Baltasound Junior High School[5]
- Hotel: Baltasound Hotel[6]
- Ufficio postale: il Baltasound Post Office è attualmente l'ufficio postale più settentrionale del Regno. Per molti anni questo record fu detenuto dall'ufficio di Haroldswick, fino alla sua chiusura nel 1999.[7]
- La pensilina di Bobby, anche detta Unst Bus Shelter, è una famosa pensilina posta alla fermata dell'autobus presso il villaggio. Viene gestita dal Shetland Islands Council.

Una ferrovia a scartamento 762 mm fu costruita dalle cave di cromite a Hagdale fino a Baltasound nel 1907 per lanciare l'industria della cromite sull'isola; anche se la ferrovia non effettuò mai servizio passeggeri, aiutò economicamente e finanziariamente il villaggio. Come altre ferrovie a scartamento ridotto delle Shetland, non è sopravvissuta ad oggi.

## Clima
Baltasound ha la stazione meteorologica del Met Office più settentrionale del Regno Unito. Come il resto dell'arcipelago britannico, Baltasound gode di un clima oceanico.
Il villaggio detiene il record della massima temperatura registrata nelle isole Shetland: 25 °C il 2 luglio 1958. Detiene anche il record della temperatura più bassa delle Shetland, -11,9 °C registrati il 5 febbraio 2001.